# Ángel Rivero Méndez

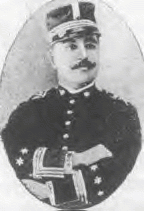
Ángel Rivero Méndez

Ángel Rivero Méndez (* 2. Oktober 1856 in Trujillo Bajo, Puerto Rico; † 23. Februar 1930 in Trujillo Alto, Puerto Rico) war ein Soldat, Schriftsteller, Journalist und Geschäftsmann.

## Leben
Seine Eltern wanderten von den Kanarischen Inseln nach Puerto Rico ein. Rivero Méndez erhielt seine Ausbildung am Jesuiten-Kolleg in Santurce, einem Stadtteil von San Juan. Anschließend trat er der spanischen Armee bei und kam in die Infanterie-Akademie von Puerto Rico. Am 2. August 1882 erhielt er die Kommission eines Offiziers.
Am 16. Oktober desselben Jahres heiratete er Manuela Boneta Babel aus San Juan. 1885 wurde er in der Allgemeinen Militärakademie von Toledo aufgenommen. Dort schrieb er ein Buch über die Stadt mit dem Titel Toledo. 1886 wechselte er zur Artillerie-Akademie in Segovia und am 28. Februar 1889 erlangte er einen Titel als Industrieingenieur.
Am 1. Januar 1890 kehrte Rivero Méndez nach Puerto Rico zurück, wo er dem 12. Bataillon von Plaza zugeordnet wurde. Er lehrte an der Military Preparatory Academy in San Juan und stieg 1896 zum Hauptmann auf. Anschließend lehrte er Mathematik und Chemie an der Civil Institution of Secondary Education.
Während dieser Zeit wurde er politisch aktiv als Mitglied der Unconditional Spanish Party, für die er auch die Partei-Zeitung La Integridad Nacional herausgab. Später wurde er mit einigen anderen aus der Partei ausgeschlossen und bildete mit ihnen eine neue politische Partei. Als er in einem Artikel die Regierung kritisierte, wurde er verhaftet. Wegen der Unruhen des Krieges begnadigte Gouverneur Macias ihn und am 1. März 1898 wurde er zum Kommandanten des 3. Kommandos des 12. Artillerie-Bataillons im Fort San Cristobal in San Juan ernannt.

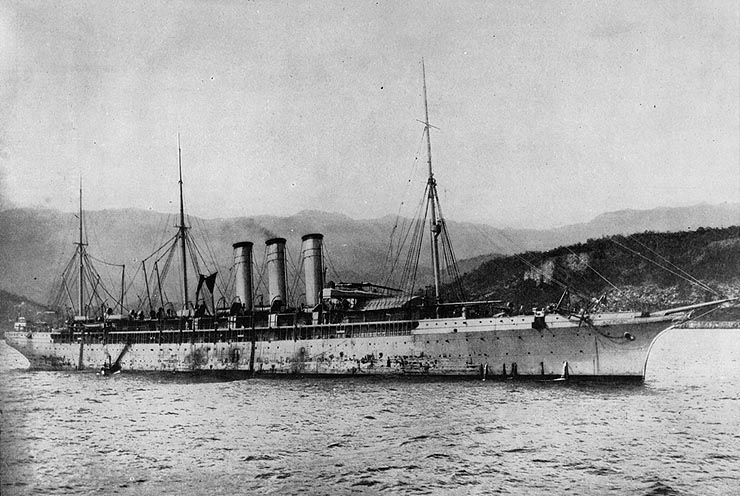
U.S.S. Yale (1898)

Als die Vereinigten Staaten Spanien den Krieg erklärten, schickte die US-Marine das Kriegsschiff USS Yale, um in der Bucht von San Juan eine Blockade zu errichten. Am 10. Mai 1898 eröffnete Rivero Méndez das Feuer auf die Yale und damit den ersten Angriff auf die Amerikaner in Puerto Rico im Rahmen des Spanisch-Amerikanischen Krieges. Für seine Taten erhielt er das Cruz de la Orden de Merito Militar (Kreuz des Order of the Military Merit) erster Klasse. Die Einwohner von San Juan waren jedoch wütend auf Rivero Méndez und machten ihn für die Zerstörungen in der Stadt durch die erwiderten Bombardements verantwortlich. Die Anschuldigungen halfen nichts und Puerto Rico ging nach dem Vertrag von Paris 1898 in den Besitz der Vereinigten Staaten über. Rivero Méndez musste alle militärischen Einrichtungen in San Juan an General Reeds von der US-Army übergeben. Sowohl die amerikanische als auch die spanische Regierung boten ihm militärische Posten an, aber Rivero Méndez lehnte alle Angebote ab und zog sich am 18. April 1899 offiziell aus der spanischen Armee zurück.
Er gründete die Getränke-Firma Fabrica Polo Norte (Nordpol-Fabrik) und erfand die Soda Kola Champagne, die über Puerto Rico hinaus auch in den Vereinigten Staaten, Kolumbien, Jamaika und Mexiko beliebt wurde. In seiner Freizeit recherchierte er für sein Buch über den Spanisch-Amerikanischen Krieg in Puerto Rico. Er schrieb außerdem Artikel für die Zeitungen El Imparcial, El Mundo und La Correspondencia de Puerto Rico, in denen er den Nationalismus verteidigte. 1922 veröffentlichte er sein Buch Crónica de la Guerra Hispano Americana en Puerto Rico, das als eine der vollständigsten Darstellungen des Krieges gilt.
Rivero Méndez und seine Ehefrau waren Anhänger der Jungfrau von Lourdes. 1924 errichtete er auf seinem Landbesitz in Trujillo Alto einen Schrein für die Heilige, der am 6. Januar 1925 von Bischof Jorge Caruana gesegnet wurde und noch heute existiert. Rivero Méndez litt unter einer schweren Depression und beging am 23. Februar 1930 Selbstmord, indem er sich in seinem Haus erschoss. Er ist auf dem Friedhof von Old San Juan bestattet.

## Weblink
- Biografie

| Personendaten    | Personendaten                                                           |
| ---------------- | ----------------------------------------------------------------------- |
| NAME             | Rivero Méndez, Ángel                                                    |
| KURZBESCHREIBUNG | puerto-ricanischer Soldat, Schriftsteller, Journalist und Geschäftsmann |
| GEBURTSDATUM     | 2. Oktober 1856                                                         |
| GEBURTSORT       | Trujillo Bajo, Puerto Rico                                              |
| STERBEDATUM      | 23. Februar 1930                                                        |
| STERBEORT        | Trujillo Alto, Puerto Rico                                              |